# Interstate 180 (Illinois)
Pour les articles homonymes, voir I180 et Interstate 180.
L'Interstate 180 (I-180) est une autoroute auxiliaire sud–nord de l'Illinois allant de Hennepin à Princeton. Elle fait 13,19 miles (21,23 km) de long.

## Description du tracé

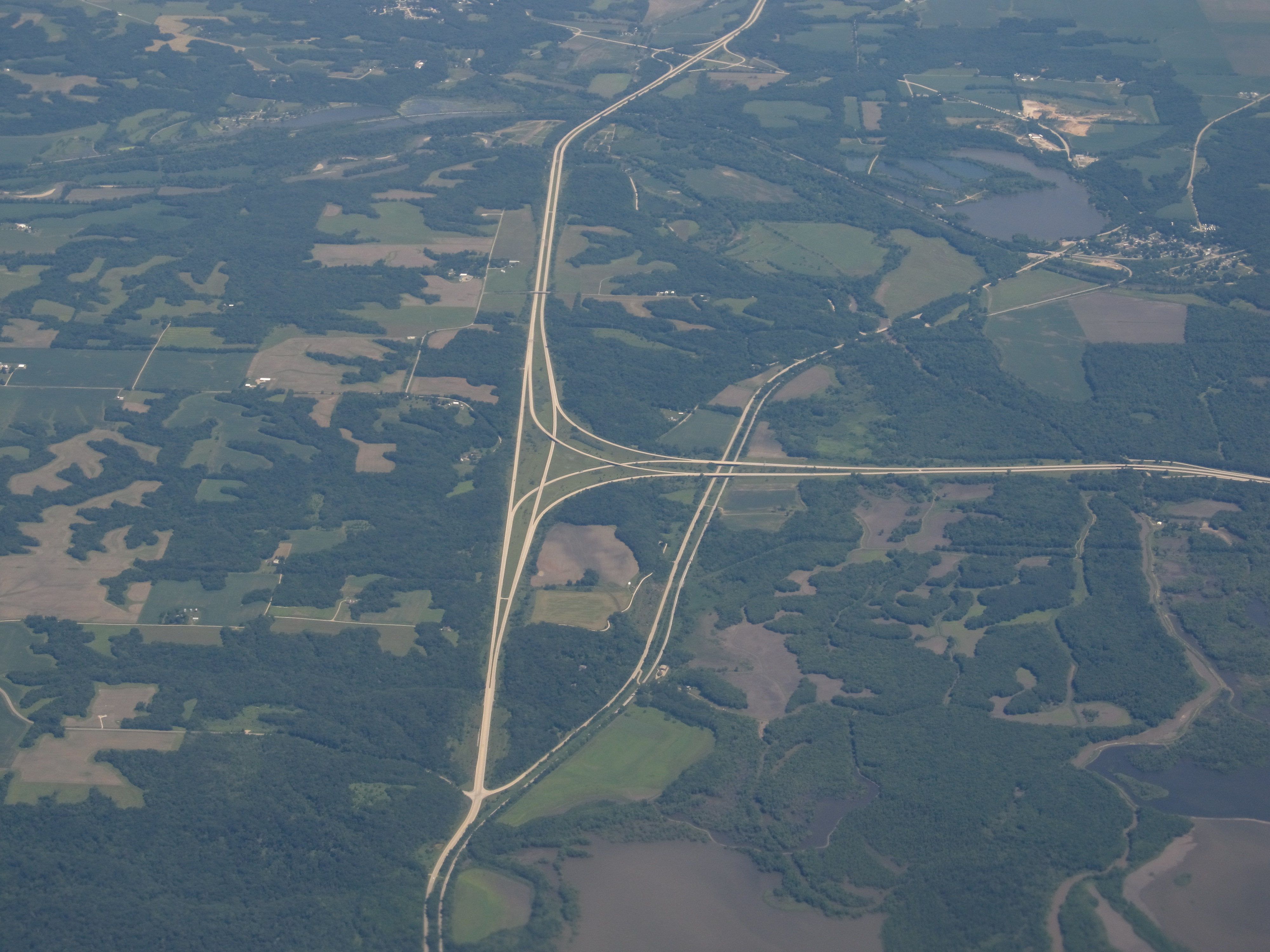
Vue aérienne de l'échangeur entre l'I-180 / IL 29

L'I-180 débute comme continuité de la IL 71 au nord-est d'Hennepin. L'autoroute se dirige au nord-ouest en multiplex avec la IL 26 et traverse la rivière Illinois au nord d'Hennepin et entre dans le comté de Bureau.
À l'ouest de la rivière, la IL 26 se sépare de l'I-180 et l'autoroute passe au-dessus de la IL 29. Elle tourne alors vers le nord. Elle croise la US 6 à l'est de Princeton et continue vers le nord jusqu'à son terminus à l'échangeur avec l'I-80.

## Liste des sorties
| Interstate 180          |                  |       |       |                               |                                                 |                                                                                    |
| Comté                   | Municipalité     | mi    | km    | Sortie                        | Intersections / Destinations                    | Notes                                                                              |
| Putnam                  | Hennepin         | 0,00  | 0,00  | 14                            | IL 26 (en) sud – Hennepin, Lacon IL 71 (en) est | Terminus sud du multiplex avec IL 26; la route continue comme IL 71                |
| Rivière Illinois        | Rivière Illinois | 1,00  | 1,60  | Gudmund "Sonny" Jessen Bridge | Gudmund "Sonny" Jessen Bridge                   | Gudmund "Sonny" Jessen Bridge                                                      |
| Bureau                  | Bureau Junction  | 2,50  | 4,00  | 12                            | IL 26 (en) nord – Bureau Junction               | Terminus nord du multiplex avec IL 26; sortie direction nord, entrée direction sud |
| Bureau                  | Bureau Junction  | 3,50  | 5,60  | —                             | Vers IL 29 (en) sud – Peoria                    |                                                                                    |
| Bureau                  | Bureau Junction  | 8,00  | 12,90 | 7                             | IL 26 (en) – Princeton                          |                                                                                    |
| Bureau                  | Princeton        | 12,00 | 19,30 | 3                             | US 6 – Princeton, Spring Valley                 |                                                                                    |
| Bureau                  | Princeton        | 13,20 | 21,20 | —                             | I-80 – Davenport, Joliet                        | Terminus nord; sortie 61 de l'I-80                                                 |
| - Terminus de multiplex |                  |       |       |                               |                                                 |                                                                                    |